# Ahn Sung-ki
Ahn Sung-ki (Hangul= 안성기, RR= An Seong-gi) es un veterano actor de cine surcoreano.

## Biografía
Es hijo del productor Ahn Hwa-yeong (안화영) y Kim Nam-hyeon, tiene un hermano mayor llamado, Ahn In-gi (안인기).
Estudió en la Universidad de Hankuk de Estudios Extranjeros (Hankuk University of Foreign Studies Seoul Campus) donde se especializó en vietnamita. También estudió en la Korea University Graduate School.
Realizó su servicio militar después de graduarse de la Universidad, como oficial de artillería (primer teniente, 1974-1976), para el cual se ofreció como voluntario.
En 1985 se casó con la escultora y profesora universitaria Oh So-yeong, la pareja tiene dos hijos, los pintores Ahn Da-bin (1988-) y Phillip Ahn (1991-).

## Carrera
Debutó como actor infantil y a partir de 1980 ha aparecido en más de 100 películas, convirtiéndolo en uno de los actores internacionales más respetados de Corea.
Ha sido nombrado como embajador de la UNICEF.
El 23 de junio de 2012, junto al actor Lee Byung-hun se convirtieron en los primeros actores coreanos en dejar sus huellas, de manos y pies, en la explanada del Teatro Chino de Grauman en Hollywood.
El 31 de julio de 2019, apareció como uno de los personajes principales de la película The Divine Fury, donde dio vida al Padre Ahn, un exorcista del Vaticano.
El 6 de agosto de 2021 firmó un contrato de exclusividad con Artist Company.

## Filmografía

### Películas
| Año  | Título                                  | Personaje                                  | Notas                                                                               |
| ---- | --------------------------------------- | ------------------------------------------ | ----------------------------------------------------------------------------------- |
| 2022 | Hansan: Rising Dragon                   | Eo Yeong-dam                               | junto a Park Hae-il, Gong Myung, Ok Taec-yeon, Son Hyun-joo y Byun Yo-han           |
| 2022 | Dementia                                | -                                          | junto a Seo Hyun-jin                                                                |
| 2021 | In The Name of The Son                  | -                                          |                                                                                     |
| 2020 | Cicadas                                 | Deok-bae                                   |                                                                                     |
| 2020 | Paper Flower                            | Yoon Sung-gil                              |                                                                                     |
| 2019 | The Divine Fury                         | Padre Ahn                                  | junto a Park Seo-joon, Woo Do-hwan y Choi Woo-shik                                  |
| 2018 | Human, Space, Time and Human            | Hombre Mayor                               | junto a Mina Fujii, Jang Keun-suk, Lee Sung-jae y Ryoo Seung-bum                    |
| 2017 | Grey Youth Choir - Another Dream        | Narrador                                   |                                                                                     |
| 2016 | The Hunt                                | Mun Gi-seong                               | junto a Cho Jin-woong, Son Hyun-joo, Kwon Yul, Park Byung-eun y Han Ye-ri           |
| 2015 | Love and...                             | Abuelo                                     | junto a Park Hae-il, Moon So-ri, Han Ye-ri y Nam Myung-ryul                         |
| 2015 | Last Knights                            | Auguste                                    | junto a Clive Owen, Morgan Freeman, Cliff Curtis, Ayelet Zurer y Shohreh Aghdashloo |
| 2014 | Revivre                                 | Oh Jeong-seok                              | junto a Kim Gyu-ri, Kim Ho-jung, Jeon Hye-jin y Yeon Woo-jin                        |
| 2014 | The Divine Move                         | Joo-nim                                    |                                                                                     |
| 2014 | Tabloid Truth                           | Nam Jung-in                                |                                                                                     |
| 2013 | Top Star                                | Kim Kyung-min                              |                                                                                     |
| 2013 | Rough Play                              | -                                          | (cameo)                                                                             |
| 2013 | Jury                                    | Seong-ki                                   |                                                                                     |
| 2012 | The Tower                               | Jefe de la Estación de Bomberos de Yeouido | junto a Sol Kyung-gu, Kim Sang-kyung, Son Ye-jin, Kim In-kwon y Song Jae-ho         |
| 2012 | Superstar                               | Ahn Sung-ki                                | (cameo)                                                                             |
| 2012 | Unbowed                                 | Kim Kyeong-ho                              |                                                                                     |
| 2011 | Sector 7                                | Lee Jeong-man                              |                                                                                     |
| 2011 | Pacemaker                               | Park Seong-il                              | junto a Kim Myung-min, Go Ara, Choi Tae-joon y Jo Hee-bong                          |
| 2011 | Fool                                    | Narrador                                   |                                                                                     |
| 2011 | String Song                             | Maestro Lee                                | junto a Lee Sung-jae, Lee Da-hae y Moon Jeong-hee                                   |
| 2011 | Ari, Ari, The Korean Cinema             | Ahn Sung-ki                                |                                                                                     |
| 2010 | The Fair Love                           | Hyeong-man                                 |                                                                                     |
| 2008 | The Divine Weapon                       | Rey Sejong el Grande                       | junto a Jung Jae-young, Han Eun-jung, Heo Joon-ho, Shin Jung-geun y Cha Soon-bae    |
| 2008 | My New Partner                          | Padre Kang Min-ho                          |                                                                                     |
| 2007 | May 18                                  | Heung-su                                   |                                                                                     |
| 2006 | Radio Star                              | Park Min-su                                |                                                                                     |
| 2006 | A Battle of Wits                        | Xiang Yanzhong                             |                                                                                     |
| 2006 | Hanbando                                | Presidente                                 |                                                                                     |
| 2005 | Duelist                                 | Detective Ahn                              |                                                                                     |
| 2004 | Arahan                                  | Ja-woon                                    |                                                                                     |
| 2004 | The Bad Utterances                      | Narrador                                   | junto a Yeo Min-gyu, Yang Eun-yong, Jo Sung-ha, Yoo Seung-mok y Joo Jin-mo          |
| 2003 | Mr. Lady                                | -                                          |                                                                                     |
| 2003 | Silmido                                 | Jae-hyeon                                  | junto a Sol Kyung-gu, Heo Joon-ho y Jung Jae-young                                  |
| 2002 | The Romantic President                  | Pdt. Han Min-wook                          |                                                                                     |
| 2002 | Chi-hwa-seon                            | Kim Byeong-moon                            | junto a Choi Min-sik, Yoo Ho-jeong, Son Ye-jin y Kim Yeo-jin                        |
| 2001 | My Beautiful Girl, Mari                 | Gyeong-min (voz)                           |                                                                                     |
| 2001 | The Last Witness                        | Hwang Seok                                 |                                                                                     |
| 2000 | Musa                                    | Jin-rib                                    |                                                                                     |
| 2000 | Kilimanjaro                             | Beon-ge                                    |                                                                                     |
| 2000 | Truth Game                              | Jo Geom-sa                                 |                                                                                     |
| 1999 | Andante Cantabile                       | No Gwa-jang                                |                                                                                     |
| 1999 | Black Hole                              | Na                                         |                                                                                     |
| 1999 | Nowhere to Hide                         | Chang Seong-min                            |                                                                                     |
| 1998 | Art Museum by the Zoo                   | In-gong                                    | junto a Shim Eun-ha, Lee Sung-jae y Song Seon-mi                                    |
| 1998 | The Soul Guardians                      | Park Shin-bu                               |                                                                                     |
| 1998 | Spring in My Hometown                   | Padre de Seong-min                         |                                                                                     |
| 1998 | Bedroom and Courtroom                   | Myeong Seong-ki                            |                                                                                     |
| 1998 | Alien (Taekwondo)                       | Kim                                        |                                                                                     |
| 1996 | Sleeping Man                            | Takuji                                     |                                                                                     |
| 1996 | The Adventure of Mrs. Park              | Mr. X                                      |                                                                                     |
| 1996 | Festival                                | Lee Jun-seop                               |                                                                                     |
| 1995 | Declaration of Genius                   | Lee Sang-han                               |                                                                                     |
| 1995 | The Hair Dresser                        | Henri Park                                 |                                                                                     |
| 1994 | Affliction of Man                       | -                                          |                                                                                     |
| 1994 | Mom, the Star, and the Sea Anemone      | Choi Seon-jang                             |                                                                                     |
| 1994 | The Taebaek Mountains                   | Kim Boem-u                                 |                                                                                     |
| 1994 | The Eternal Empire                      | Jeong-ju                                   |                                                                                     |
| 1993 | To the Starry Island                    | Kim Cheol                                  |                                                                                     |
| 1993 | Two Cops                                | Jo Hyeong-sa                               |                                                                                     |
| 1992 | Blue in You                             | Lee Ho-suk                                 |                                                                                     |
| 1992 | White Badge                             | Han Ki-ju                                  |                                                                                     |
| 1991 | Who Saw the Dragon's Toenail?           | Choi Jong-su                               |                                                                                     |
| 1991 | Berlin Report                           | Seong-min                                  |                                                                                     |
| 1991 | Teenage Love Song                       | Jae-chil                                   |                                                                                     |
| 1991 | Stairways of Heaven                     | Kim Yeong-kyun                             |                                                                                     |
| 1990 | The Dream                               | Jo-shin                                    |                                                                                     |
| 1990 | Nambugun                                | Lee-tae                                    |                                                                                     |
| 1988 | Gagman                                  | Lee Jeong-se                               |                                                                                     |
| 1988 | The Age of Success                      | Kim Pan-chok                               |                                                                                     |
| 1988 | Chilsu and Mansu                        | Mansu                                      |                                                                                     |
| 1987 | Seongnisuildyeon                        | -                                          |                                                                                     |
| 1987 | Hello God                               | Kim Byung-tae                              |                                                                                     |
| 1987 | Our Joyful Young Days                   | Kim Young-min                              |                                                                                     |
| 1986 | Eunuch                                  | Jung-ho                                    |                                                                                     |
| 1986 | Winter Wanderer                         | Hyun-tae                                   |                                                                                     |
| 1986 | Moonlight Hunter                        | Jeong-ho                                   |                                                                                     |
| 1986 | Lee Jang-ho's Baseball Team             | Son Byung-ho                               |                                                                                     |
| 1986 | Hwang Jin-yi                            | Gat Ba-chi                                 |                                                                                     |
| 1985 | Eoudong                                 | Gal-mae                                    |                                                                                     |
| 1985 | Deep Blue Night                         | Baek Ho-bin                                |                                                                                     |
| 1985 | Whale Hunting 2                         | Byung-tae                                  |                                                                                     |
| 1984 | Warm It Was That Winter                 | Il-hwan                                    |                                                                                     |
| 1984 | Between the Knees                       | Cho-bin                                    |                                                                                     |
| 1984 | The Deep, Deep Place                    | -                                          |                                                                                     |
| 1984 | Whale Hunting                           | Byung-tae                                  |                                                                                     |
| 1983 | The Flower at the Equator               | Mr. M                                      |                                                                                     |
| 1983 | Lying Like Grass                        | -                                          |                                                                                     |
| 1982 | Iron Men                                | Hombre                                     |                                                                                     |
| 1982 | Polluted Ones                           | -                                          |                                                                                     |
| 1982 | Come Unto Down                          | Maestro Song                               |                                                                                     |
| 1982 | People in the Slum                      | Ju-seok                                    |                                                                                     |
| 1982 | Village in the Mist                     | Kae-cheol                                  |                                                                                     |
| 1982 | Another's Nest                          | -                                          |                                                                                     |
| 1981 | Children of Darkness                    | Tae-bong                                   |                                                                                     |
| 1981 | A Dwarf Launches a Little Ball          | Yeong-su                                   |                                                                                     |
| 1981 | Mandala                                 | Beop-un                                    |                                                                                     |
| 1980 | A Fine, Windy Day                       | Doek-bae                                   |                                                                                     |
| 1979 | Uyoil                                   | Duk-shin                                   |                                                                                     |
| 1979 | Night Markets                           | -                                          |                                                                                     |
| 1978 | The Third Mission                       | -                                          |                                                                                     |
| 1977 | The Soldier and the Girls               | -                                          |                                                                                     |
| 1967 | The White Crow                          | -                                          |                                                                                     |
| 1966 | Yeraehyang                              | -                                          |                                                                                     |
| 1965 | 44 Myeongdong                           | -                                          |                                                                                     |
| 1965 | The Nickname of the Student             | -                                          |                                                                                     |
| 1965 | A Legend of Urchins                     | -                                          |                                                                                     |
| 1964 | Just Watch What We Do and See           | -                                          |                                                                                     |
| 1964 | The Teacher with Ten Daughters          | -                                          |                                                                                     |
| 1964 | The Apron                               | -                                          |                                                                                     |
| 1963 | Angry Cosmos                            | Niño                                       |                                                                                     |
| 1963 | The Wife and the Woman                  | -                                          |                                                                                     |
| 1963 | The Overbridge of Hyeonhae Strait       | -                                          |                                                                                     |
| 1963 | A Winter Vagabond                       | -                                          |                                                                                     |
| 1962 | Only for You                            | -                                          |                                                                                     |
| 1962 | Mojacho                                 | -                                          |                                                                                     |
| 1962 | Bravo, Young Ones!                      | Niño                                       |                                                                                     |
| 1962 | A Salaryman                             | -                                          |                                                                                     |
| 1962 | As Time Passes, Love and Sorrow Will... | Niño                                       |                                                                                     |
| 1961 | A Dream of Fortune                      | Son Yeong-joon                             |                                                                                     |
| 1961 | My Sister Is a Hussy                    | -                                          |                                                                                     |
| 1961 | Don't Worry, Mother!                    | -                                          |                                                                                     |
| 1960 | Mother Earth                            | -                                          |                                                                                     |
| 1960 | A Love History                          | Seok-jae                                   |                                                                                     |
| 1960 | The Housemaid                           | Kim Chang-soon                             | junto a Kim Jin-kyu, Ju Jeung-ryu, Lee Eun-shim, Um Aing-ran y Ko Seon-ae           |
| 1960 | Over The Hill                           | -                                          |                                                                                     |
| 1960 | A Tragedy on Earth                      | -                                          |                                                                                     |
| 1959 | Even Love is Passing                    | -                                          |                                                                                     |
| 1959 | A Long Affection                        | -                                          |                                                                                     |
| 1959 | Defiance of a Teenager                  | -                                          |                                                                                     |
| 1959 | A Sister's Garden                       | Chang-shik                                 |                                                                                     |
| 1958 | The First Snow                          | -                                          |                                                                                     |
| 1958 | The Tears                               | -                                          |                                                                                     |
| 1958 | A Mother's Love                         | Sin-ho (de pequeño)                        |                                                                                     |
| 1958 | The Lullaby                             | -                                          |                                                                                     |
| 1957 | Twilight Train                          | -                                          |                                                                                     |

### Series de televisión
| Año  | Título                      | Personaje          | Notas                            |
| ---- | --------------------------- | ------------------ | -------------------------------- |
| 2015 | Reply 1988                  | -                  | (ep. #17) - (aparición especial) |
| 1988 | 조선백자 마리아상           | Sacerdote Católico | (aparición especial)             |
| 1978 | TBC 토요주간단막극장 - 홍루 | 안진원             |                                  |

### Programas de variedades
| Año  | Título                     | Notas                     |
| ---- | -------------------------- | ------------------------- |
| 2016 | Running Man                | (ep. #303-304) - invitado |
| -    | Live Talk Show Taxi (Taxi) | (ep. #229) - invitado     |

### Narrador
| Año  | Título                                                                                 | Notas |
| ---- | -------------------------------------------------------------------------------------- | ----- |
| 2010 | 학교란 무엇인가                                                                        |       |
| 2008 | 북극의 눈물 - 대전MBC, 청주MBC, 포항MBC, 제주MBC, 울산MBC, 부산MBC 등 E채널 - 내레이션 |       |

### Revistas / sesiones fotográficas
| Año  | Título                | Notas                                                                                                |
| ---- | --------------------- | --- |
| 2019 | Harper's Bazaar Korea | junto a Park Seo-joon y Woo Do-hwan                                                                  |
| 2013 | InStyle Korea         | junto a Won Bin, Lee Byung-hun, Lee Bo-young, Kim Hye-soo y Kim Rae-won - (publicación de diciembre) |

### Anuncios
A menudo se le ve en los anuncios de los aviones que viajan a Corea.
| Año             | Título | Notas                                 |
| --------------- | --- | ------------------------------------- |
| 2020 - presente | Ministry of SMEs and Startups (중소벤처기업부)                                                                                  |                                       |
| 2014 - presente | Korea Ginseng Corporation KGC (KGC인삼공사 - 정관장)                                                                            |                                       |
| 1984 - presente | Dongsuh Foods Corporation (동서식품 그랜디, 싱카, 맥스웰하우스, 프리마, 맥심 아라비카100, 맥심 커피선물세트, 맥심 한잔 어때요?) |                                       |
| 2016 - 2017     | Hana Bank (하나은행) |                                       |
| 2013            | Renault Samsung Motors SM7 (르노삼성자동차 - SM7)                                                                               |                                       |
| 2012            | UNICEF (유니세프) |                                       |
| 2012            | HHI: Hyundai Heavy Industries (현대중공업)                                                                                      |                                       |
| 2011            | Samsung (삼성증권- POP 골든에그 어카운트)                                                                                       |                                       |
| 2011            | 삼성금융공동 |                                       |
| 2011            | 굿다운로더 선녀와 나무꾼 | junto a Kim In-kwon y Park Joong-hoon |
| 2008 - 2009     | LG Electronics (LG전자 - CYON 와인S, 와인3)                                                                                     |                                       |
| 2008            | Renault Samsung Motors SM5 (르노삼성자동차 - SM5)                                                                               |                                       |
| 2008            | Nintendo DSm (닌텐도DS - 두뇌트레이닝, 닌텐도DS 매일매일 더욱더 두뇌트레이닝)                                                   |                                       |
| 2005 - 2007     | Shinhan Bank (신한은행) |                                       |
| 2001 - 2005     | KT (주식회사 케이티 - 모티켓, K-머스, 00345)                                                                                    |                                       |
| 2004            | Lotte Castle (롯데캐슬) |                                       |
| 2004            | Daum (다음) |                                       |
| 2003            | 대중교통이용캠페인 |                                       |
| 2002 - 2004     | Dongsuh - Maxim Ice Café (맥심 아이스커피)                                                                                      | junto a Lee Jung-jae y Lee Mi-yeon    |
| 2002            | Samsung Electronics (삼성전자 - 삼성DVD VIDEO 플레이어 콤)                                                                      |                                       |
| 1999            | Samsung Electronics (삼성전자 - 삼성TV 명품완전평면)                                                                            |                                       |
| 1996 - 1997     | Samsung Electronics (삼성전자 - 애니콜 디지털)                                                                                  |                                       |
| 1995 - 1996     | Samsung Electronics (삼성전자 - 기업PR)                                                                                         |                                       |
| -               | 굿 다운로더 캠페인 |                                       |

## Premios y nominaciones
| Año  | Categoría                                           | Premio                                        | Trabajo                       | Resultado |
| ---- | --------------------------------------------------- | --------------------------------------------- | ----------------------------- | --------- |
| 2020 | Best Actor                                          | Remi Award                                    | -                             | Nominado  |
| 2016 | Best Actor                                          | Chunsa Film Art Award                         | Revivre                       | Nominado  |
| 2015 | Best Actor                                          | 24th Buil Film Award                          | Revivre                       | Nominado  |
| 2015 | Best Actor                                          | 51st Baeksang Arts Award                      | Revivre                       | Nominado  |
| 2015 | Destinatario                                        | 10th APN Award                                | Revivre                       | Ganó      |
| 2015 | Special Mention                                     | Korean Association of Film Critics Award      | -                             | Ganó      |
| 2015 | Achievement Award                                   | Korean Film Actor's Association Award         | -                             | Ganó      |
| 2013 | Achievement Award (por sus contribuciones sociales) | Baeksang Arts Award                           | -                             | Ganó      |
| 2012 | Achievement Award                                   | Korean Film Actor's Association Award         | -                             | Ganó      |
| 2012 | Best Actor (Film)                                   | 48th Baeksang Arts Award                      | Unbowed                       | Ganó      |
| 2012 | Best Actor                                          | 21st Buil Film Award                          | Unbowed                       | Nominado  |
| 2012 | Best Actor                                          | 32nd Korean Association of Film Critics Award | Unbowed                       | Ganó      |
| 2012 | Best Actor                                          | 49th Grand Bell Award                         | Unbowed                       | Nominado  |
| 2012 | Best Actor                                          | 33rd Blue Dragon Film Award                   | Unbowed                       | Nominado  |
| 2012 | Best Actor                                          | Grand Bell Award                              | Radio Star                    | Nominado  |
| 2007 | Best Actor                                          | 44th Grand Bell Award                         | Radio Star                    | Ganó      |
| 2006 | Best Actor                                          | 26th Korean Association of Film Critics Award | Radio Star                    | Ganó      |
| 2006 | Best Lead Actor (junto a Park Joong-hoon)           | 27th Blue Dragon Film Award                   | Radio Star                    | Ganaron   |
| 2006 | Best Couple Award (junto a Park Joong-hoon)         | 27th Blue Dragon Film Award                   | Radio Star                    | Nominados |
| 2006 | 50th Anniversary of Debut Award                     | Grand Bell Award                              | -                             | Ganó      |
| 2006 | Best Supporting Actor                               | Grand Bell Award                              | Duelist                       | Nominado  |
| 2005 | Best Supporting Actor                               | Blue Dragon Film Award                        | Duelist                       | Nominado  |
| 2001 | Best Supporting Actor                               | Blue Dragon Film Award                        | Musa                          | Ganó      |
| 1996 | Best Actor                                          | Korean Association of Film Critics Award      | Festival                      | Ganó      |
| 1995 | Best Actor                                          | Korean Association of Film Critics Award      | The Eternal Empire            | Ganó      |
| 1994 | Best Actor                                          | 14th Korean Association of Film Critics Award | Two Cops                      | Ganó      |
| 1994 | Best Actor (junto a Park Joong-hoon)                | 32nd Grand Bell Awards                        | Two Cops                      | Ganaron   |
| 1994 | Most Popular Actor (junto a Park Joong-hoon)        | 32nd Grand Bell Awards                        | Two Cops                      | Ganaron   |
| 1994 | Best Actor (Film)                                   | 30th Baeksang Arts Award                      | Two Cops                      | Ganó      |
| 1994 | Grand Prize (Daesang) in Film                       | 30th Baeksang Arts Award                      | -                             | Ganó      |
| 1993 | Best Actor                                          | Asia-Pacific Film Festival                    | White Badge                   | Ganó      |
| 1991 | Best Actor (Film)                                   | Baeksang Arts Award                           | Who Saw The Dragon's Toenail? | Ganó      |
| 1990 | Best Lead Actor                                     | Blue Dragon Film Award                        | Nambugun                      | Ganó      |
| 1989 | Best Actor (Film)                                   | Baeksang Arts Award                           | The Age of Success            | Ganó      |
| 1985 | Best Actor (Film)                                   | Baeksang Arts Award                           | Deep Blue Night               | Ganó      |
| 1985 | Best Actor                                          | Grand Bell Award                              | Deep Blue Night               | Ganó      |
| 1984 | Best Actor (Film)                                   | Baeksang Arts Award                           | Flower on the Equator         | Ganó      |
| 1984 | Best Actor                                          | Korean Association of Film Critics Award      | Village in the Mist           | Ganó      |
| 1983 | Best Actor                                          | Grand Bell Award                              | Village in the Mist           | Ganó      |
| 1983 | Best Actor (Film)                                   | Baeksang Arts Award                           | Village in the Mist           | Ganó      |
| 1983 | Best Actor                                          | Korean Association of Film Critics Award      | Polluted Ones                 | Ganó      |
| 1982 | Best Actor                                          | Grand Bell Award                              | Man of Iron                   | Ganó      |
| 1982 | Best Actor (Film)                                   | Baeksang Arts Award                           | Mandala                       | Ganó      |
| 1980 | Best New Actor                                      | Grand Bell Award                              | A Fine, Windy Day             | Ganó      |